# Diphilosz (orvos)
Diphilosz (i. e. 3. század) görög orvos
Sziphnoszban élt és működött a Nagy Sándor utáni korban. Terjedelmes munkát készített az emberi táplálkozásról. A műnek csak töredékei maradtak fenn.